# 狄姓
狄姓為中文姓氏之一，在《百家姓》中排名第108位。

## 起源
- 狄考伯後裔，周成王封其舅父考伯於狄城（今河北正定)，是為狄國，後人以狄為氏。

- 魯國將領狄虒彌，姬姓，為知名勇士，其後亦以狄為氏。

- 周朝北方的少數民族「狄族」漢化以後，其後亦以狄為氏。

- 周朝一種地位卑微的樂官（古時樂師多為失明，主要是幫樂師拿樂器）官位稱作「狄」，其後亦以狄为姓氏。

## 文學角色
- 狄雲，金庸小說中《連城訣》之人物。

## 延伸阅读
[在维基数据编辑]
 《百家姓》
 《欽定古今圖書集成·明倫彙編·氏族典·狄姓部》，出自陈梦雷《古今圖書集成》